# 超級星光大道
《超級星光大道》是台灣一個電視歌唱選秀節目，由金星娛樂事業股份有限公司製作、中國電視公司監製，從2007年1月5日開始播出。每一屆（季）各與不同的唱片公司合作，每屆比賽的時間長度約半年。每屆冠軍可以得到一張唱片合約與新台幣100萬元獎金，第三屆獎金加到新台幣300萬元。
第一屆在2007年7月13日結束，第二屆在2008年1月25日結束，第三屆在2008年8月22日結束，第四屆在2009年3月27日結束，第五屆在2009年10月16日結束，第六屆在2010年5月14日結束，星光傳奇賽在2010年8月22日結束。第七屆於2011年1月30日結束後，因收視率不振，本節目於第七屆結束後停止常態播出，轉型為每年以「季播」方式播出的《華人星光大道》，但其後於2014年停播。8月以《星光大道》在華視播出。時隔三年，2018年十月再以《聲林之王》推出網路電視歌唱選秀節目。
該節目號稱為「台灣歷史上規模最大的選秀會」，有別於當時台灣另一選秀節目《快樂星期天》的毒舌評審方式，以專業及回歸歌唱內容作號召。主持人為陶晶瑩，另設有五席評審，擔任常任評審的有袁惟仁、黃韻玲、張宇、鄭建國（Roger）、黃小琥等知名演藝從業人員，公佈總成績時會現場播出。

## 歷屆賽事
| 屆數       | 播出日期                      | 集數 | 冠軍   | 亞軍   | 季軍   | 殿軍     | 第 五 名 | 第六名 | 最低/最高 收視率 | 合作單位     |
| ---------- | ----------------------------- | ---- | ------ | ------ | ------ | -------- | -------- | ------ | ---------------- | ------------ |
| 第一屆     | 2007年1月5日－ 2007年7月13日  | 28   | 林宥嘉 | 周定緯 | 潘裕文 | 盧學叡   | 劉 明 峰 | 楊宗緯 | 0.76 / 7.11      | 華研國際音樂 |
| 第二屆     | 2007年7月20日－ 2008年1月25日 | 29   | 賴銘偉 | 梁文音 | 葉瑋庭 | 吳忠明   | 林宜融   | 曾沛慈 | 3.32 / 6.60      | 環球音樂     |
| 第三屆     | 2008年2月1日－ 2008年8月22日  | 30   | 徐佳瑩 | 林芯儀 | 黎礎寧 | 簡鳳君   | 賴聖恩   | 黃靖倫 | 2.90 / 5.11      | 無           |
| 第四屆     | 2008年8月29日－ 2009年3月27日 | 31   | 方宥心 | 張心傑 | 林鴻鳴 | 康禎庭   | 梁一貞   | 孫碧娜 | 1.87 / 3.85      | 無           |
| 第五屆     | 2009年4月3日－ 2009年10月16日 | 30   | 孫自佑 | 劉明湘 | 梁曉珺 | 徐詠琳   | 李宇     | 楊駿文 | 1.60 / 3.13      | 華研國際音樂 |
| 第六屆     | 2009年11月6日－ 2010年5月14日 | 28   | 胡夏   | 杜華瑾 | 三帥   | 黃郁善   | 邊品憲   | 張士堂 | 1.59 / 3.37      | 索尼音樂     |
| 星光傳奇賽 | 2010年5月21日－ 2010年8月22日 | 15   | 閻奕格 | 劉明湘 | 葉瑋庭 | 張心傑   | 魏如昀   | 吳忠明 | 0.65 / 2.90      | 無           |
| 第七屆     | 2010年8月27日－ 2011年1月30日 | 28   | 李佳薇 | 孫曉亮 | 舞思愛 | 白潮洛蒙 | Erika    | 陳珂冰 | 0.86 / 2.19      | 華納音樂     |

### 第一屆
2007年1月12日開始的《超級星光大道》第一屆賽事，合作單位是華研國際音樂，以百位以上的初賽參賽者為起端，進行內容不一的競賽。經過五個月初賽、複賽等過程後，2007年5月起，該節目進入正式決賽。而決賽名單則為六位清一色的男生，名單分別為：楊宗緯（2007年6月10日錄影中宣佈退賽）、林宥嘉、潘裕文、周定緯、盧學叡（2007年7月6日得到第四名）、劉明峰（2007年6月29日得到第五名）。而前十強參賽者產生後，這些大多為在學學生的參賽者被暱稱為「星光幫」，也迅速擁有廣大的歌迷的喜愛與支持。
在第一屆與楊宗緯PK的蕭敬騰更是創下了收視新高，曹格的歌《背叛》在節目中也被兩人唱紅，在那一段時間還成為台灣膾炙人口的歌曲。
第一屆節目獲得第42屆電視金鐘獎「娛樂綜藝節目獎」，主持人陶晶瑩獲得「娛樂綜藝節目主持人獎」。

### 第二屆
2007年7月20日開始的《超級星光大道》第二屆賽事，合作單位是環球音樂，同樣以一百位甄選的初賽參賽者為起端，許多比賽內容也與第一屆雷同，比賽的女生比例較高，而2007年10月19日節目中出爐的前十強參賽者，更只有兩位男生，其餘8位皆為女生。

### 第三屆
2008年2月1日開始的《超級星光大道》第三屆賽事，徵選活動的範圍從台灣擴展到世界各地，讓海外華人也有一圓明星夢的機會。而且與前兩屆不同的是，第三屆總冠軍不僅有一紙唱片合約，獎金更加碼到新台幣300萬元。而2008年5月23日節目中出爐的前十強參賽者，有五位為男生，五位為女生，全球徵選活動包含美國洛杉磯、新加坡、日本等地。初選規則是自選歌曲在現場清唱30秒，若有特殊才藝，也可盡情發揮。

### 第四屆
2008年8月29日開始的《超級星光大道》第四屆賽事，以54位甄選的初賽參賽者為起端，許多比賽內容與前三屆雷同，主要評審則有相當大的變動。除了前三屆原有的黃韻玲和鄭建國（Roger），在今屆加入了伍思凱作為主要評審陣容。前三屆主要評審之中的張宇在第四屆開季前退出評審團，而另一位主要評審袁惟仁則於2008年9月14日的節目錄影宣佈退出評審陣容。其後袁惟仁在2008年10月26日的節目錄影重新當上主要評審。另外，主持人陶晶瑩因懷第二胎接近產期之緣故，於2008年10月26日的節目錄影後暫休產假，徐熙娣（小S）和蔡康永於2008年11月9日的節目錄影正式代班主持。2008年12月28日，由張惠妹代班主持18、19集；2009年1月9日是由星光四少（林宥嘉、周定緯、潘裕文、許仁杰）代班主持20、21集；2009年1月23日是由歌手楊丞琳代班主持22、23集，在2009年2月6日是由黃嘉千在24集至31集，開始代班主持。陳怡蓉在2009年2月6日及2月20日恢復主持24、26至30集。

### 第五屆
2009年4月3日開始的《超級星光大道》第五屆賽事，陶晶瑩在本屆重回主持工作，合作單位是華研國際音樂，初賽參賽者的甄選年齡資格原為25歲以下(後取消此限制)、並必須具備舞蹈才藝，並在2009年2月21日、2月22日、3月14日三天在台灣舉辦大型戶外甄選會，分別於高雄大遠百、台中中友百貨、台北中視大樓。另外，在擴大到校園甄選方面，在3月4日、3月10日、3月11日三天分別於花蓮東華大學、台北文化大學、台中東海大學三所大學舉辦大專校園甄選。比賽內容則與前四屆雷同，袁惟仁、黃韻玲、張宇、鄭建國為主要評審，其中張宇是相隔一屆後第三集（4月17日）重返評審行列。
2009年7月24日《超級星光大道》（學長姊合唱賽）節目播出，第一次邀請到四屆拿下總冠軍的參賽者同台，蒞臨星光五班指教。並在節目結束後，首次在yam天空採用觀眾投票方式，在2009年7月31日晚上22：00為止，投票結果，票數最低的三位參賽者一位淘汰，產生星光五班終極十強，現場Live。（也是五屆以非冠軍賽採直播）。
2009年8月19日（週五）第五屆賽事，再次在yam天空觀眾投票方式，來選出第五屆冠軍。

### 第六屆
2009年11月6日開始的《超級星光大道》第六屆賽事，合作單位是索尼音樂，2009年9月26日、9月27日、10月3日及10月4日四天在台灣舉辦大型戶外甄選會，分別於高雄夢時代、台中新光三越、宜蘭友愛百貨及臺北美麗華百樂園。另外，在擴大到下鄉試鏡方面，在9月29日、10月1日、10月3日、10月5日、10月7日、10月11日、10月12日、10月14日、10月15日九天分別於南投南開科技大學、大同技術學院、彰化市公所藝文生活館、新竹市政府大禮堂、親民技術學院、屏東太平洋百貨、雲林科技大學、南王里巴拉冠及台灣觀光學院九個地方舉辦下鄉試鏡活動。本屆評審方面作出了一些變動，第二、三屆的評審黃小琥回歸評審行列，而資深音樂人左安安、康康則加入評審行列。除了台灣之外，並遠赴澳洲舉行徵選活動。本屆賽事展開全新賽制，50強後由張宇、袁惟仁、左安安及康康帶隊，共分四組對抗，黃韻玲、黃小琥及鄭建國則為固定評審。在每次比賽結束，由落敗隊伍的帶隊評審選擇選手淘汰，最後再回歸選手個人特質評選。主要評審張宇於2009年12月25日的節目錄影宣佈退出評審陣容。

### 第七屆
2010年8月27日開始《超級星光大道》第七屆賽事，合作唱片公司是華納音樂，2010年6月26日、6月27日、7月10日及7月25日四天分別在台北中國電視公司、臺南大遠百、北京、新加坡及墾丁舉辦大型戶外選秀。校園試鏡會方面，在6月7日、6月8日、6月10日、6月14日、6月15日、6月17日、6月18日、6月28日八天分別於台中逢甲大學、花蓮國立東華大學、台北中國文化大學、桃園元智大學、高雄高苑科技大學、新竹中華大學、新竹明新科技大學、台北世新大學、及高雄中華藝術學校等九個地方舉辦校園試鏡活動。其中，第六屆PK選手陳珂冰、舞思愛、胡淮浪、楊凡萱、彭武駿及羅陽，第三屆參賽者吳正傑、第六屆參賽者Yukira、魏士翔、范日奎、賴雨彤二度報名參加。本屆展開全新賽制，44強後由袁惟仁、黃韻玲、黃大煒及陳建寧帶隊，共分四組對抗，在每次比賽結束，由落敗隊伍的帶隊隊長選擇隊員淘汰，最後再回歸選手個人特質評選。
2010年11月21日，因中視《Mr.J頻道》節目開播，《超級星光大道》改成星期日播出，故《女王不下班》有時延至22：30分播出。

## 新聞事件
- 2007年6月，在第一屆比賽進入積分賽時，該屆頗被看好的人氣王楊宗緯因表現優異，網路與媒體開始注意他的年齡背景，其後被媒體查出他的實際年齡（1978年）與節目公開之年齡（1983年）相差了五歲，之後爆發其塗改身分證謊報年齡等行為，由於偽造文書已觸犯法律，檢調單位介入調查此案，之後楊宗緯因不堪其家人受到媒體騷擾，壓力過大決定退賽，製作單位慰留未果遂鼓勵他公開說明道歉，主持人陶晶瑩與製作人詹仁雄於2007年6月6日召開記者會澄清節目報名未設年齡上限，楊宗緯則於6月10日錄影公開出面道歉並宣布退賽，之後台北地檢署傳喚楊宗緯與詹仁雄到案說明，檢察官考量其犯行輕微且具有悔意，予以一年緩起訴、五百字悔過書及義務勞動服務60小時處分，此事也打響了楊宗緯與「超級星光大道」節目的知名度。
- 2008年11月12日，第三屆季軍黎礎寧疑似因個人感情問題，在台中市燒炭自殺身亡，得年24歲，製作單位第一時間南下南投埔里協助黎家處理後事，並在11月14日節目尾聲播放三分鐘其在第三屆比賽之片段，中視並在11月16日下午17:00~17:30播出「懷念黎礎寧」特別節目以表悼念。
- 因應八八水災災情嚴重，中視在2009年8月14日停播「超級星光大道」一次，比照2008年四川大地震，當天晚間18:00－01:00採LIVE現場直播「把愛傳出去」募款晚會（原定20:00開播，但因同時段競爭的三立將其募款晚會「想要有個家」提前至18:00開播）由王鈞、王偉忠擔任製作人，張小燕、吳宗憲、徐乃麟、張菲、胡瓜、庹宗康、陶晶瑩擔任主持群，當天並邀請星光幫等數名國內知名歌手義演及捐款電話接線。
- 2009年10月，中視40週年台慶，「超級星光大道」在第五屆比賽結束後於10月23日及10月30日播出特別節目《唱旺閃亮歲月》、《唱旺星光總動員》，星光幫1－5屆學長姊學弟妹在節目中以中視歷年八點檔連續劇主題曲進行PK。

## 播出時間
以下列出之時間，以台灣時間（UTC+8）為準。本表僅供參考，可能與實際上播出的節目長度不同。
| 星期                | 電視台     | 時段                           |
| ------------------- | ---------- | ------------------------------ |
| 星期日（11／7開始） | 中視       | 20:00－22:00（首播）           |
| 星期六              | 中視       | 15:00－17:00（重播）           |
| 星期一              | 中視綜藝台 | 20:00－22:00（重播前幾週集數） |
| 星期六              | 中天娛樂台 | 22:00－00:00（首播）           |
| 星期日              | 中視       | 10:00－12:00（重播）           |
| 隔星期一            | 中天娛樂台 | 03:00－05:00（重播）           |
| 隔星期六            | 中天娛樂台 | 20:00－22:00（重播）           |

2009年，中華電信MOD的亞洲綜合台開始重播《超級星光大道》。

## 節目獎項
- 2007年：第四十二屆金鐘獎「娛樂綜藝節目獎」。
- 2007年：第四十二屆金鐘獎「娛樂綜藝節目主持人獎」（陶晶瑩）。
- 2008年：1月14日：廣電基金2007年「第四季優良電視節目」綜藝類節目。
- 2008年：第四十三屆金鐘獎「娛樂綜藝節目獎」（提名）。
- 2008年：第四十三屆金鐘獎「娛樂綜藝節目主持人獎」（陶晶瑩）（提名）。
- 2009年：第四十四屆金鐘獎「綜藝節目獎」（提名）。
- 2009年：第四十四屆金鐘獎「綜藝節目主持人獎」（陶晶瑩）（提名）。
- 2010年：第四十五屆金鐘獎「綜藝節目獎」（提名）。
- 2010年：第四十五屆金鐘獎「綜藝節目主持人獎」（陶晶瑩）（提名）。
- 2011年：新加坡 e樂大賞2011「星和視界人氣亞洲綜藝節目獎」。

## 特別節目
- 2007年6月： 超級星光大道成長之路(第一屆)
- 2007年8月8日至2007年8月29日：星光同學會
- 2008年1月1日：「星光幫之老師同學會」演唱會
- 2008年2月6日：星光閃耀賀新春
- 2008年5月29日：星光的孩子們
- 2008年7月：星光123、超級星光大道成長之路(第二屆)
- 2008年11月16日：懷念黎礎寧
- 2009年1月25日：牛轉乾坤旺旺來
- 2009年8月14日：把愛傳出去（停播第一次）
- 2009年10月23日：唱旺閃亮歲月
- 2009年10月30日：唱旺星光總動員
- 2010年2月14日：龍騰虎耀旺星光
- 2010年4月23日：決戰星光6
- 2010年5月14日：決戰星光6-星光的奇蹟
- 2010年8月9日：超級星光演唱會記者會
- 2010年8月20日：星光。傳奇
- 2011年1月2日、1月9日：決戰星光7
- 2011年2月6日：玉兔臨門旺星光
- 2011年2月13日、2月20日、2月27日：超級星光大道頂尖企劃
- 2011年3月6日、3月13日：超級星光大道星光神話

### 引用
1. ↑  . 聯合新聞網. 2010-12-21. （原始内容存档于2010-12-24）.
2. ↑  . 2007-11-17.[永久]
3. ↑  . 中國時報. 2007-10-08. （原始内容存档于2009-02-02）.
4. ↑  . 世界日報. 2007-12-19. （原始内容存档于2007-12-31）.

## 外部連結
官方網站
- 金星娛樂官方網站 （页面存档备份，存于）
- 超級星光大道官方部落格（第一屆）
- 超級星光大道官方部落格（第二屆）、（第五屆）和（第六屆）目前改版為第六屆
- 超級星光大道官方部落格（第三屆）和（第四屆）
- 超級星光大道官方部落格（第七屆）

非官方網站
- Wikia中文台：超級星光大道 （页面存档备份，存于）－比賽詳細紀錄
- 超級星光大道 Million Star （页面存档备份，存于） facebook fan page

| 中視無線台 星期日20:00~22:00           | 中視無線台 星期日20:00~22:00             | 中視無線台 星期日20:00~22:00 |
| -------------------------------------- | ---------------------------------------- | ---------------------------- |
|                                        | 超級星光大道 （2010.11.07 - 2011.03.13） |                              |
| 金曲超級星 （2010.01.03 - 2010.10.31） | 陶子藝言堂 （2011.03.20 - 2011.06.26）   |                              |